# Ânkhésenamon
Ânkhésenamon (Ânkhésenpaaton pendant la période amarnienne ; littéralement « Elle vit pour Aton ») est la troisième fille du pharaon Akhenaton (Amenhotep IV) et de la reine Néfertiti. Elle est notamment l'épouse de Toutânkhamon.

## Biographie

### Enfance

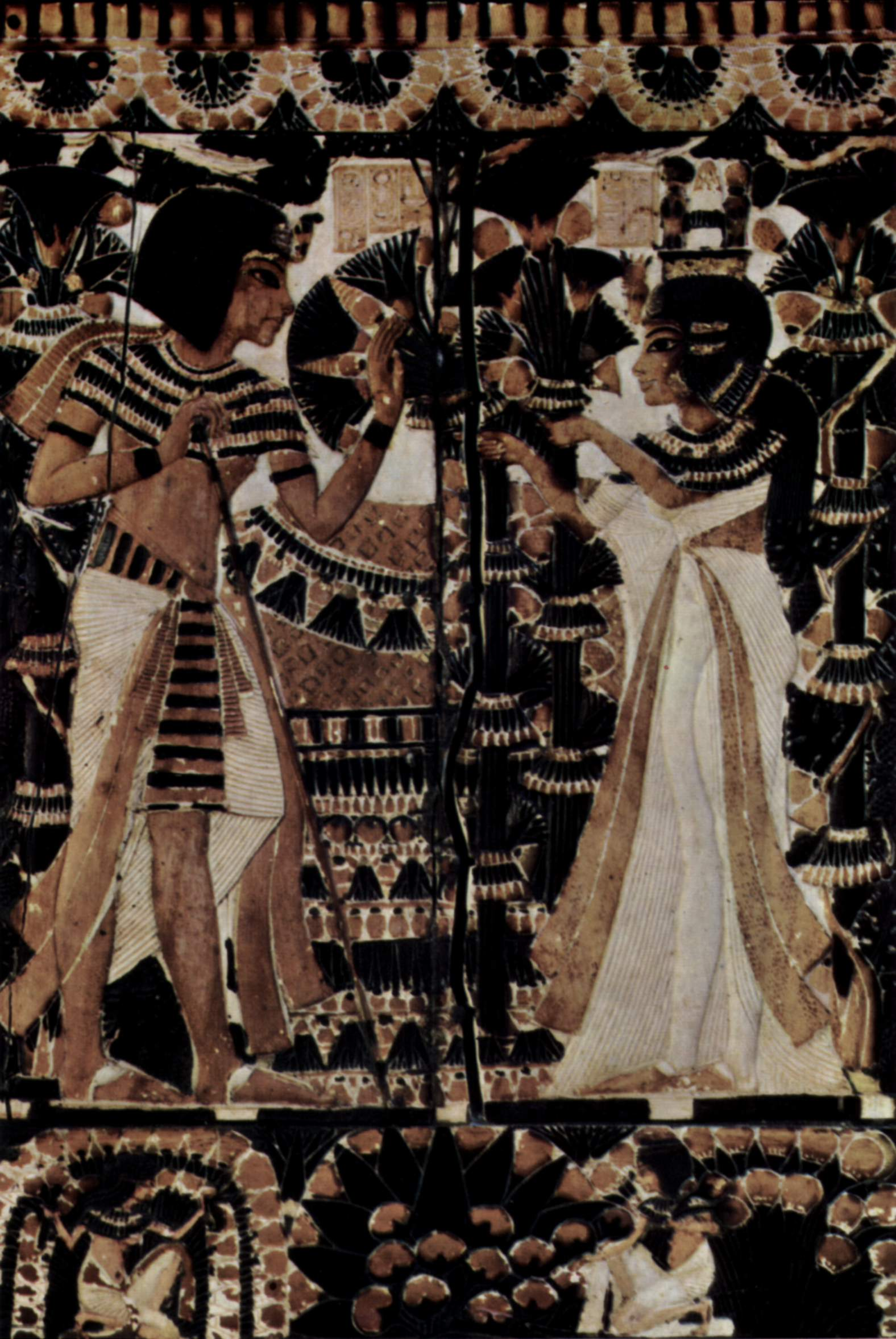
Toutânkhamon recevant des fleurs d'Ânkhésenamon.

Ânkhésenamon serait née en l'an 5 ou 6 du règne de son père Akhenaton. Selon certains spécialistes, elle pourrait être née en l'an 4 ou à la fin de l'an 7. Sa date de naissance n'est donc pas connue avec certitude ; elle se situe vers -1350. Elle est la troisième fille du pharaon Akhenaton et de la reine Néfertiti,,. L'enfant est nommée Ânkhésenpaaton, dont la signification est « Elle vit pour Aton », dieu qu'avait promulgué le pharaon Akhenaton. Elle passe son enfance à Akhetaton, la cité créée par son père Akhenaton en l'honneur du dieu Aton.

### Mariages et règnes

#### Hypothèse d'un premier mariage avec le pharaon Akhenaton
Les historiens pensent qu'elle fut d'abord mariée à son propre père, — selon une coutume propre aux pharaons de l'époque, avec des mariages entre proches parents —, avec qui elle aurait eu une fille, Ânkhésenpaaton Tasherit.

#### Mariage avec le pharaon Toutânkhamon
Après la mort de son père, elle devient la femme de Toutânkhaton, qui est également fils d'Akhenaton ; elle est représentée sur certaines pièces du mobilier funéraire du jeune roi. La tradition de l'époque veut que le successeur d'un pharaon épouse la veuve de son prédécesseur.
Après le mariage, le couple se convertit au culte amonien en changeant ses noms en Toutânkhamon et Ânkhésenamon, et replace le centre du pouvoir royal à Thèbes. Ce retour marque la fin de l'expérience atonienne d'Akhenaton. Malgré de nombreuses tentatives, le couple engendre deux filles, mort-nées dont les momies ont été découverte dans la tombe de leur père.

#### Hypothèse d'un mariage avec le pharaon Aÿ
Lorsque Toutânkhamon meurt en -1327, Ânkhésenamon demeure la dernière garante de la légitimité dynastique. Dans une hypothèse, elle aurait été mariée à son successeur Aÿ, un ancien vizir du pharaon, alors déjà marié à Tiyi II . Aÿ, déjà âgé, régnera quatre ans. La fin d'Ânkhésenamon est incertaine. Dans tous les cas, elle meurt sous le règne d'Aÿ, ou peu après, sous celui d'Horemheb.

#### Hypothèses d'une proposition de mariage avec un prince hittite
Elle pourrait être cette reine qui, veuve, fit venir un prince du Hatti du nom de Zannanza, pour ainsi sceller une alliance avec ce pays contre lequel l'Égypte est en guerre. Une proposition, extraordinaire dans le contexte de l'époque, promet à un Hittite de devenir pharaon d'Égypte. Le message est cependant intercepté. Le prince Zannanza, envoyé pour épouser la reine est tué à la frontière égyptienne ce qui crée une crise diplomatique entre les deux empires. 
L'égyptologue Joyce Tyldesley avance que la reine serait l'auteure d'un lettre (découverte à Hattusa, capitale du Hatti) et adressée au roi Suppiluliuma Ier, demandant l'un de ses fils pour régner à ses côtés et signée par une reine veuve et sans fils pour lui succéder. La sœur aînée d'Ânkhésenamon, Mérytaton, sa mère Néfertiti ou la reine Kiya, pourraient également être à l'origine de cette missive.